# 吳語台州片
台州片，是吴语的一个方言片，分布在浙东南，主要包括台州市和宁波、温州的小部分地区。台州片在语音上接近太湖片，因此部分学者认为应属北部吴语:5。

## 分佈區域
台州片方言以临海为中心可分为上乡话和下乡话，分佈如下：
- 上乡话，浙江省台州市：临海市北部、仙居县、天台县、三门县
- 下乡话，浙江省台州市：临海市南部、椒江区、黄岩区、路桥区、温岭市、玉环市

根据《台州市志》方言资料台州方言腔调有如小种类：
吴语-台州片
- 1、临海腔：分布于临海上乡的广大地区，以临海城区（台州府城）方言为代表。
- 2、杜桥腔：分布于临海东部的杜桥、上盘、桃渚、小芝4乡镇和三门南部的浦坝港、花桥、横渡，椒北的前所。
- 3、涌泉腔：分布于临海涌泉和椒北的章安。
- 4、大石腔：分布于临海北部的河头镇一带，为临海腔与天台腔的过渡区域。
- 5、黄岩腔：分布于黄岩区中东部，以及椒江区南部。
- 6、路桥腔：分布于路桥区大部。
- 7、海门腔：分布于椒江区中部的海门。
- 8、葭沚腔：分布于椒江区中部的葭沚。
- 9、金清腔：分布于路桥区东南部的金清镇。
- 10、宁溪腔：分布于黄岩长潭水库以西地区。
- 11、太平腔：分布于温岭大部，以县城太平镇为代表。其中石塘的箬山有零星的闽南语分布但正被迅速同化。
- 12、泽大腔：分布于温岭西北部的泽国、大溪。
- 13、楚门腔：分布于玉环楚门半岛和鸡山。
- 14、玉城腔：分布于玉环岛北部的玉城、芦浦和乐清湾中的海山。
- 15、天台腔：分布于坦头及其以西的天台县。
- 16、洪三腔：分布于天台东部的洪畴、三合、泳溪3乡镇。
- 17、海游腔：分布于三门县城海游镇。
- 18、健跳腔：分布于三门东北部的健跳、六敖、蛇蟠。
- 19、亭旁腔：分布与三门西南部的亭旁镇。
- 20、珠岙腔：分布于三门西部的珠岙、高枧。
- 21、沙柳腔：分布于三门西北部的沙柳一带。
- 22、仙居腔：分布于仙居城关和广度、官路、步路、上张等乡镇。
- 23、下各腔：分布于仙居东部的下各、大战一带。
- 24、朱溪腔：分布于仙居东南部的朱溪、双庙一带。
- 25、白塔腔：分布于仙居中部的白塔、田市、淡竹。
- 26、横溪腔：分布于仙居西部的横溪、湫山、皤滩、埠头。
- 27、安岭腔：分布于仙居西南部的安岭、溪港，糅合了仙居、缙云、永嘉三县腔调。

闽南语
- 28、坎门腔：分布于玉环岛东南部的坎门，与泉州惠安的腔调最为接近。

吴语-瓯江片
- 29、大麦屿腔：分布于玉环岛西南部的大麦屿，接近乐清虹桥话。